# جان کانلیف (بازیکن فوتبال، زاده ۱۹۸۴)
جان کانلیف (انگلیسی: John Cunliffe؛ زادهٔ ۸ اوت ۱۹۸۴) بازیکن فوتبال اهل بریتانیا است.
از باشگاه‌هایی که در آن بازی کرده‌است می‌توان به باشگاه فوتبال بلکبرن روورز، باشگاه فوتبال سن‌خوزه ارث‌کوئیکز، باشگاه فوتبال چیواس یواس‌ای، باشگاه فوتبال چورلی، و باشگاه فوتبال منچستر یونایتد اشاره کرد.